# Дора (Њу Мексико)
Дора (енгл. Dora) град је у америчкој савезној држави Њу Мексико.

## Демографија
По попису из 2010. године број становника је 133, што је 3 (2,3%) становника више него 2000. године.
| Група             | 2000.       | 2010.       |
| Белци             | 100 (76,9%) | 101 (75,9%) |
| Афроамериканци    | 0 (0,0%)    | 0 (0,0%)    |
| Азијати           | 0 (0,0%)    | 0 (0,0%)    |
| Хиспаноамериканци | 27 (20,8%)  | 32 (24,1%)  |
| Укупно            | 130         | 133         |